# 2004 en science-fiction
| Années de la science-fiction : 2001 - 2002 - 2003 - 2004 - 2005 - 2006 - 2007    |
| Décennies de la science-fiction : 1970 - 1980 - 1990 - 2000 - 2010 - 2020 - 2030 |

L'année 2004 est marquée, en matière de science-fiction, par les événements suivants.

## Naissances et décès

### Décès
- 29 mai : Homer Nearing, écrivain américain, mort à 89 ans.

## Prix

### Prix Hugo
- Roman : Paladin des âmes (Paladin of Souls) par Lois McMaster Bujold
- Roman court : Cookie Monster (The Cookie Monster) par Vernor Vinge
- Nouvelle longue : Les Légions du temps (Legions in Time) par Michael Swanwick
- Nouvelle courte : Une étude en vert (A Study in Emerald) par Neil Gaiman
- Livre non-fictif ou apparenté : The Chesley Awards for Science Fiction and Fantasy Art édité par John Grant, Elizabeth L. Humphrey et Pamela D. Scoville
- Film : Le Seigneur des anneaux : Le Retour du roi, réalisé par Peter Jackson
- Série ou court-métrage : Gollum's Acceptance Speech, 2003 MTV Movie Awards
- Éditeur professionnel : Gardner Dozois
- Artiste professionnel : Bob Eggleton
- Magazine semi-professionnel : Locus, dirigé par Charles N. Brown
- Magazine amateur : Emerald City
- Écrivain amateur : Dave Langford
- Artiste amateur : Frank Wu
- Prix Campbell : Jay Lake

### Prix Nebula
- Roman : Paladin des âmes (Paladin of Souls) par Lois McMaster Bujold
- Roman court : La Peste du léopard vert (The Green Leopard Plague) par Walter Jon Williams
- Nouvelle longue : Basement Magic par Ellen Klages
- Nouvelle courte : Coming to Terms par Eileen Gunn
- Scénario : Le Seigneur des anneaux : Le Retour du roi (The Lord of the Rings - The Return of the King) par Fran Walsh, Philippa Boyens et Peter Jackson ; basé sur Le Seigneur des anneaux (The Lord of the Rings) par J. R. R. Tolkien
- Prix du service pour la SFWA : Kevin O’Donnell, Jr.
- Grand maître : Robert Silverberg

### Prix Locus
- Roman de science-fiction : Ilium (Ilium) par Dan Simmons
- Roman de fantasy : Paladin des âmes (Paladin of Souls) par Lois McMaster Bujold
- Roman pour jeunes adultes : Les Ch'tits Hommes libres (The Wee Free Men) par Terry Pratchett
- Premier roman : Dans la dèche au royaume enchanté (Down and Out in the Magic Kingdom) par Cory Doctorow
- Roman court : The Cookie Monster par Vernor Vinge
- Nouvelle longue : Une étude en vert (A Study in Emerald) par Neil Gaiman
- Nouvelle courte : L'Heure de la fermeture (Closing Time) par Neil Gaiman
- Recueil de nouvelles : Changements de plans (Changing Planes) par Ursula K. Le Guin
- Anthologie : The Year's Best Science Fiction: Twentieth Annual Collection par Gardner Dozois, éd.
- Livre non-fictif ou Livre d'art : The Sandman: Endless Nights par Neil Gaiman
- Éditeur : Gardner Dozois
- Magazine : The Magazine of Fantasy & Science Fiction
- Maison d'édition : Tor Books
- Artiste : Michael Whelan

### Prix British Science Fiction
- Roman : Le Fleuve des dieux (River of Gods) par Ian McDonald
- Fiction courte : Mayflower II par Stephen Baxter

### Prix Arthur-C.-Clarke
- Lauréat : Quicksilver par Neal Stephenson

### Prix Sidewise
- Format long : Le Complot contre l'Amérique (The Plot Against America) par Philip Roth
- Format court : Ministère de l'espace (Ministry of Space) par Warren Ellis

### Prix E. E. Smith Memorial
- Lauréat : George R. R. Martin

### Prix Theodore-Sturgeon
- Lauréat : The Empress of Mars par Kage Baker

### Prix Lambda Literary
- Fiction spéculative : Necrologue par Helen Sandler, éd.

### Prix Seiun
- Roman japonais : Dai-roku tairiku par Issui Ogawa

### Grand prix de l'Imaginaire
- Roman francophone : Dreamericana par Fabrice Colin
- Nouvelle francophone : Dédales virtuels par Jean-Jacques Girardot

### Prix Kurd-Laßwitz
- Roman germanophone : Le Dernier de son espèce (Der Letzte seiner Art) par Andreas Eschbach

### Prix Curt-Siodmak
- Film de science-fiction : Solaris, film américain de Steven Soderbergh d'après Stanislas Lem
- Série de science-fiction : Stargate SG-1
- Production allemande de science-fiction : Anatomie, film de Stefan Ruzowitzky

## Sorties audiovisuelles

### Films
- Alien vs Predator par Paul W. S. Anderson.
- Capitaine Sky et le Monde de demain par Kerry Conran.
- Casshern par Kazuaki Kiriya.
- Cube Zero par Ernie Barbarash.
- Et l'homme créa la femme par Frank Oz.
- Eternal Sunshine of the Spotless Mind par Michel Gondry.
- Ghost in the Shell 2: Innocence par Mamoru Oshii.
- I, Robotpar  Alex Proyas.
- Immortel, ad vitam par  Enki Bilal.
- Les Chroniques de Riddick : Dark Fury par Peter Chung.
- Les Chroniques de Riddick par David Twohy.
- Paycheck par John Woo.
- Pinocchio le robot par Daniel Robichaud.
- Primer par Shane Carruth.

### Téléfilms
- Frankenfish par Mark Dippé.
- L'Île des insectes mutants par Jack Perez.
- Ils sont parmi nous par Jeffrey Obrow.
- Prémonitions par Jonas Quastel.

### Séries
- Stargate Atlantis, saison 1
- Stargate SG-1, saison 8